# Cowichan Valley Regional District
Der Cowichan Valley Regional District ist ein Bezirk in der kanadischen Provinz British Columbia. Er liegt im Süden von Vancouver Island, ist 3.474,52 km² groß und zählt 83.739 Einwohner (2016). Beim Zensus 2011 wurden 80.332 Einwohner ermittelt. Hauptort ist Duncan.

## Administrative Gliederung

### Städte und Gemeinden
| Ort            | Status                | Bevölkerung |
| -------------- | --------------------- | ----------- |
| Duncan         | City                  | 4.944       |
| Ladysmith      | Town                  | 8.537       |
| Lake Cowichan  | Town                  | 3.226       |
| North Cowichan | District municipality | 29.676      |

### Gemeindefreie Gebiete
- Cowichan Valley A
- Cowichan Valley B
- Cowichan Valley C
- Cowichan Valley D
- Cowichan Valley E
- Cowichan Valley F
- Cowichan Valley G
- Cowichan Valley H
- Cowichan Valley I